# 白俄羅斯的俄羅斯人
在白俄羅斯，大約有120万俄羅斯人生活，佔人口11.4%，是該國最大少數族群。
多數俄裔白俄羅斯人是在蘇聯時代作為科技、軍事顧問和行政人員被派到白俄羅斯，另一些則是中世紀時東正教舊禮儀派的後人。
在蘇聯早期，俄羅斯人佔白俄羅斯政府行政人員中極高的比例。如前白俄羅斯第一書記潘特雷蒙·孔德拉季耶維奇·波諾馬連科和尼古拉·吉卡洛也是俄羅斯人。